# Changeur

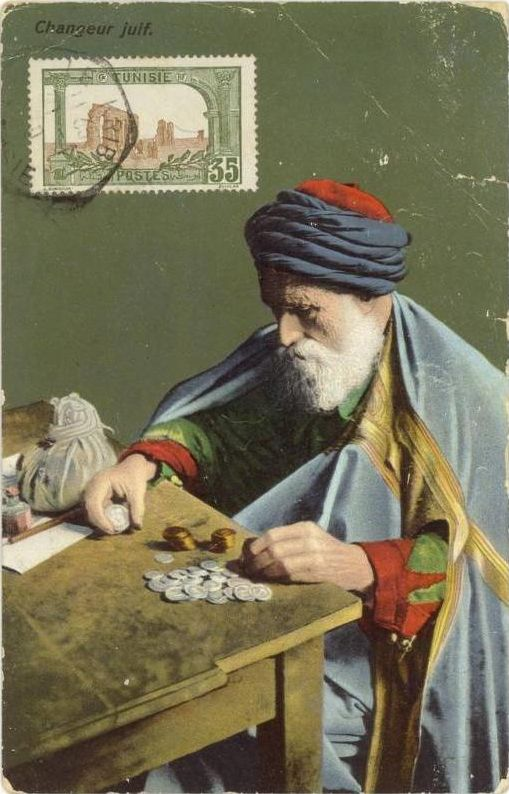
Changeur juif en Tunisie, av. 1910

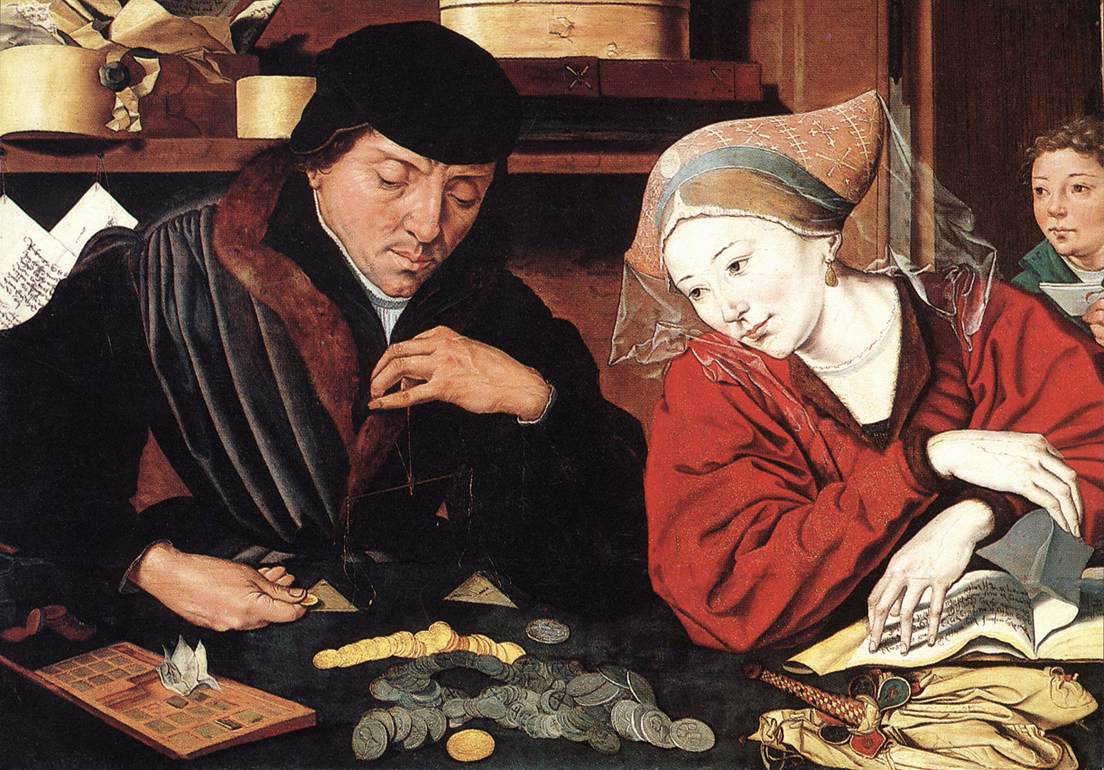
Der Geldwechsler und seine Frau (Bild von Marinus van Reymerswaele, vor 1533?)

Un changeur ou une changeuse est une personne qui effectue des opérations de change consistant en un échange de pièces de monnaie ou de devises d'un pays contre ceux d'un autre. Ce commerce est généralement considéré comme l'origine de la banque moderne en Europe.
L'avènement de la monnaie papier au milieu du XVIIe siècle ainsi que le développement de la banque moderne et des taux de change flottants au XXe siècle ont permis à un marché des changes de se développer. Cela a fourni un moyen pour les banques et autres sociétés financières spécialisées tels que les bureaux de change et les sociétés de change d'échanger immédiatement une devise contre une autre, en toute confiance et transparence pour le client.
Le XXe siècle a également vu le développement de machines qui pouvaient changer la monnaie telles que les distributeurs de pièces et machines de change.

## Histoire

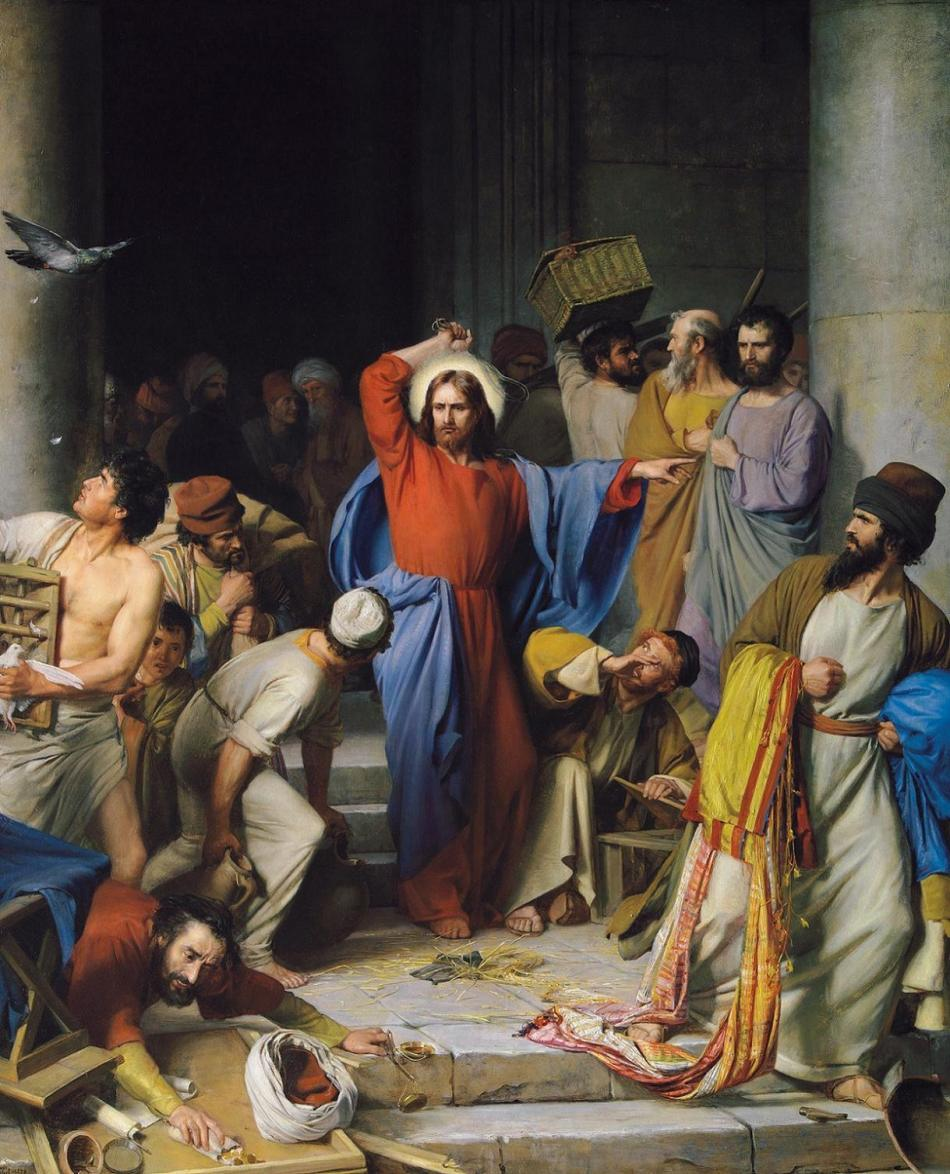
Jésus chassant les marchands du Temple.

Durant l'Antiquité à Jérusalem, les pèlerins qui visitaient le Temple juif pendant les Jours Saints allaient échanger une partie de leur argent en monnaie standard grecque et romaine contre la monnaie juive et tyrienne, les deux dernières étant les seules acceptées comme paiement à l'intérieur du Temple,. Avec cet argent du Temple, le pèlerin pouvait acheter un animal sacrificiel, généralement un pigeon ou un agneau, en préparation pour les événements de la journée suivante.

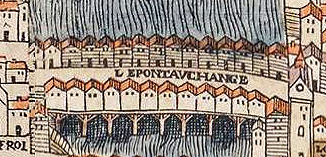
Le pont au Change sur le plan de Truschet et Hoyau (1553), son nom provient du fait que les changeurs y tenaient leur banc pour changer les monnaies.

Durant l'époque médiévale en Europe, de nombreuses villes et villages émettaient leurs propres monnaies, portant souvent le visage d'un dirigeant, comme celui du baron de la région ou de l'évêque. Lorsque des étrangers, surtout des marchands ambulants, visitaient les villes lors de la foire du marché, il devenait nécessaire d'échanger ses pièces étrangères en pièces locales aux changeurs de monnaie locale. Les changeurs d'argent évaluaient une pièce de monnaie étrangère pour son type, son usure et sa possible contrefaçon, ensuite ils l'acceptaient comme dépôt, enregistrant sa valeur en devise locale. Le marchand pouvait ensuite retirer l'argent en monnaie locale pour faire du commerce ou, plus probablement, le garder déposé et utiliser son mécanisme de compensation pour faire du commerce.
Sur le marché, la plupart des grandes transactions ont été effectuées non pas par espèces/pièces de monnaie, mais par ordre de transfert de fonds sur les livres tenus par les changeurs de monnaie locale. Lors de la clôture d'un marché ou d'une foire, les commerçants se réunissaient devant les changeurs de monnaie locale et retiraient leur dépôt dans la monnaie qui leur était propre. Le taux de change entre les différentes monnaies étrangères et la monnaie locale était fixé entre l'ouverture et les jours de fermeture du marché.
Comme la taille et les opérations des changeurs ont augmenté, ils ont commencé à fournir une facilité de prêt, en comprenant les frais de prêt dans les taux de change. Plus tard, les Templiers ont fourni ce service aux pèlerins voyageant de et vers la Terre sainte,.